# Le Grand-Bornand
Le Grand-Bornand è un comune francese di 2 251 abitanti situato nel dipartimento dell'Alta Savoia della regione dell'Alvernia-Rodano-Alpi.

## Società

### Evoluzione demografica
Abitanti censiti